# Чернець (Нижньосілезьке воєводство)
Чернець (пол. Czerniec, нім. Schwarzau) — село в Польщі, у гміні Любін Любінського повіту Нижньосілезького воєводства.
Населення — 363 особи (2011).
У 1975-1998 роках село належало до Легницького воєводства.

## Демографія
Демографічна структура станом на 31 березня 2011 року:
|          | Загалом | Допрацездатний вік | Працездатний вік | Постпрацездатний вік |
| -------- | ------- | ------------------ | ---------------- | -------------------- |
| Чоловіки | 178     | 45                 | 125              | 8                    |
| Жінки    | 185     | 39                 | 120              | 26                   |
| Разом    | 363     | 84                 | 245              | 34                   |